# Fiby urskog
Fiby urskog ist ein Urwald (teils Fichten-, teils Mischwald) und Naturschutzgebiet in der schwedischen Provinz Uppsala län. Die Bäume sind bis zu 300 Jahre alt. Das Gebiet liegt etwa 15 Kilometer westlich von Uppsala am Ufer des gleichnamigen Sees Fibysjön und umfasst eine Fläche von 87 Hektar, wovon etwa 70 Hektar Land sind. Der Status eines Naturschutzgebietes wurde 1965 zuerkannt. Der Wald ist außerdem ein Natura-2000-Gebiet und von Reichsinteresse.

## Geschichte
Der Wald wurde 1910 durch Rutger Sernander unter einer Exkursion näher untersucht. Heute ist er ein wichtiges Beobachtungsgebiet u. a. für die Regeneration von Wäldern nach einem Sturmschlag. In den Jahren 1931/1932 wurden bei Stürmen große Schäden angerichtet. Die Biologen der Universität Uppsala zeichneten den Zustand auf und konnten durchsetzen, dass die gefallenen Bäume liegen blieben. Durch Untersuchungen in den 1980er Jahren konnte bestätigt werden, dass die alten Bäume stark vermodert und kaum noch zu erkennen sind, auf ihnen aber junge Fichten in Reih und Glied hintereinanderstehen. Zusammen mit dem nahegelegenen Wald in Granskär ist der Wald in Fiby heute das am besten dokumentierte Beispiel für die Sukzessionsentwicklung in Wäldern mit Sturmschäden.